# Naloxona
La naloxona és un fàrmac usat per bloquejar els efectes dels opioides especialment la seva sobredosi. Naloxona pot ser combinat dins la mateixa píndola com un opioide per disminuir el risc d'un mal ús. Quan es dona per via intravenosa la naloxona actua en dos minuts, i com via intramuscular en cinc minuts; també pot ser espargida al nas. Els efectes de la naloxona duren entre una hora i una hora i mitja. Poden ser requerides múltiples dosis donat que la durada de l'acció de la majoria dels opioides és més gran que la de la naloxona.
Entre els efectes secundaris d'aquest fàrmac s'inclou la de la retirada dels opioides incloent inquietud, agitació, nàusees, vòmits, taquicàrdia, ritme cardíac ràpid i sudoració. Per evitar-ho, es poden donar petites dosis cada pocs minuts fins que s'aconsegueixi l'efecte desitjat. En aquells amb una malaltia cardíaca prèvia o medicaments que afecten negativament el cor, s'han produït més problemes cardíacs.
La naloxona va ser patentada el 1961 i aprovat el seu ús per la Food and Drug Administration el 1971.